# Ґреґ Нікол
Ґреґ Нікол (англ. Greg Nicol, 2 квітня 1975) — південноафриканський хокеїст на траві.
Учасник Олімпійських Ігор 1996, 2004 років.